# جلسه‌های گلوب
جلسه‌های گلوب (به انگلیسی: The Globe Sessions) سومین آلبوم از خواننده-ترانه‌پرداز اهل ایالات متحده آمریکا، شریل کرو است که در ۲۱ سپتامبر ۱۹۹۸ در بریتانیا، و در ۲۹ سپتامبر ۱۹۹۸ در ایالات متحدهٔ آمریکا منتشر شد. این آلبوم در سه شاخه از جمله بهترین آلبوم سال، نامزد جایزهٔ گرمی شده بود که توانست برندهٔ دو جایزهٔ بهترین آلبوم راک و بهترین آلبوم مهندسی شدهٔ غیرکلاسیک شود.
جلسه‌های گلوب در جایگاه دوم جدول آلبوم‌های بریتانیا و جایگاه پنجم جدول بیلبورد ۲۰۰ آمریکا جای گرفت. این آلبوم در استودیوی گلوب در نیویورک ضبط شده است و نام خود را نیز از آن گرفته است.